# Estación Colón (Buenos Aires)
Colón es una estación ferroviaria ubicada en la ciudad del mismo nombre, en el Partido de Colón, Provincia de Buenos Aires, Argentina.
Fue inaugurada en 1892 por el Ferrocarril Central Argentino. En su edificio se encuentra el museo histórico municipal.

## Servicios
La estación corresponde al Ferrocarril General Bartolomé Mitre de la red ferroviaria argentina. Presta servicios de cargas por la empresa Nuevo Central Argentino.